# Пеле, Роже
Роже Луи Пеле (фр. Roger Louis Pelé; 29 августа 1901, Клермон-Ферран — 30 марта 1982, Эрне) — французский легкоатлет, выступавший в беге на средние и длинные дистанции и кроссе. Участник летних Олимпийских игр 1928 года.

## Биография
Роже Пеле родился 29 августа 1901 года во французском городе Клермон-Ферран.
Выступал в легкоатлетических соревнованиях за «Мишлен» из Клермон-Феррана. Трижды становился чемпионом Франции: в 1922 и 1926 годах в беге на 1500 метров, в 1928 году — в беге по пересечённой местности.
В 1925 году установил рекорд Франции в беге на 1500 метров — 3 минуты 58,2 секунды.
В 1922—1928 годах 16 раз выступал за сборную страны в международных соревнованиях.
В 1928 году вошёл в состав сборной Франции на летних Олимпийских играх в Амстердаме. В беге на 5000 метров занял в полуфинале 6-е место, уступив менее 17 секунд попавшему в финал с 4-го места Брайану Одди из Великобритании.
Умер 30 марта 1982 года во французской коммуне Эрне.

## Личный рекорд
- Бег на 1500 метров — 3.56,6 (26 сентября 1926, Коломб)[5]
- Бег на 5000 метров — 15.04,8 (10 июня 1928, Коломб)[2][5]